# Ekoterroryzm
Ekoterroryzm – prowadzenie przestępczych działań z użyciem siły lub przemocy na szkodę przedsiębiorstw, osób fizycznych lub ich grup, uzasadniane prowadzeniem przez nich działalności szkodliwej dla środowiska naturalnego. Potocznie określa się tak także akcje protestacyjne, które niekoniecznie łamią prawo, ale są względnie uciążliwe. Nie mają one jednak na celu zagrożenia ludzkiemu życiu.

## Wstęp
Ekoterroryzm jest formą terroryzmu millenarystycznego (właściwego) – zakładający, że rozwój cywilizacji i techniki stanowi źródło zła, oraz że w imię “oczyszczenia biosfery” dozwolone jest każde działanie wymierzone przeciwko cywilizacji. Według podziału profesora Kuby Jałoszyńskiego ekoterroryzm jest zaliczany do jednego z dziewięciu rodzajów terroryzmu.
Organizacje terrorystyczne tego nurtu działają pod hasłami ochrony środowiska. Cechą charakterystyczną jest wymuszanie pewnych decyzji środowiskowych na rządzie, przedsiębiorstwach, społeczności lokalnej (mieszkańcach) na rzecz rzekomej idei obrony środowiska, a także odstępowania blokowania inwestycji po wpłaceniu na “cele statutowe” organizacji (tzw. cele ekonomiczne).
Krytycy stosowania takiego terminu twierdzą, że wynika on z niewłaściwej interpretacji zagadnień związanych z ochroną środowiska. Uważają, że został on zdefiniowany w celu oczerniania działaczy ekologicznych, i że termin ten bardziej odpowiadałby korporacjom prowadzącym działania o szkodliwych dla środowiska skutkach niż aktywistom ekologicznym.

## Definicja
James F. Jarboe z FBI określił ekoterroryzm w 2002 roku jako „użycie lub grożenie użyciem przemocy o naturze przestępczej przeciwko ludziom lub własności przez zorientowaną na środowisko naturalne, mniejszościową grupę, z ekologiczno-politycznych powodów lub ukierunkowane na publiczność poza celem, zazwyczaj natury symbolicznej”.
W Polsce określenie „ekoterrorysta” zostało spopularyzowane w odniesieniu do aktywistów działających na rzecz zmiany planów budowy drogi przez bagna Rospudy. Krytycy takiego pojmowania rzeczy komentują jednak, że kwestionując przebieg drogi Via Baltica, ekolodzy udowodnili szereg błędów w procedurach administracyjnych związanych z ochroną środowiska, a także zablokowali szkodliwą dla regionu i realizowaną niezgodnie z prawem inwestycję a merytoryczna debata, którą wówczas próbowali zainicjować ekolodzy, została zastąpiona oskarżeniami. Dominował w nich właśnie zarzut „ekoterroryzmu”.
W 2016 roku Sąd Okręgowy w Poznaniu orzekł, iż zwroty: „ekoterroryści”, „ pseudoekolodzy”, nie są w świetle art. 212 k.k. wypowiedziami zniesławiającymi.

## Typy (rodzaje) działaczy ekologicznych[6]
- Antyekolodzy, zwani technofilami, którzy nie znając dostatecznie zasad rozwoju świata przyrody, autorytatywnie wypowiadają wiążące sądy o zjawiskach ekologicznych.
- „Ekologiści” (środowiskowcy), czyli niezadowoleni aktywiści, nieufni do działań ogniw administracyjnych, bez przyrodniczych studiów, ale posiadający jakąś wiedzę teoretyczno-praktyczną. Stanowią oni przyszłą kadrę „zielonych”.
- „Ekowojownicy” (podgrupa ekologistów), zwolennicy radykalnych form działania, mający charakter walki, o świadomości celów swojej działalności. „Ta walka” jest prowadzona w granicach obowiązującego prawa.
- „Ekoterroryści” (zwani także „ekoszantażystami”) działający metodami ekoterroryzmu w ramach zjawiska – „terroryzmu ekologicznego”
- Znachorzy ekologii – to osoby podszywające się pod ekologistów (np. niektórzy przedstawiciele zawodowych ekologów, jak np. część leśników).

Bojownicy praw zwierząt i ochrony przyrody wywodzą się najczęściej z klasy średniej lub wyższej. Działaczami ekoterrorystycznego podziemia jest najczęściej młodzież.

## Ekoterroryzm w USA
Według amerykańskich służb wewnętrznych w 2002 roku, ponad 30% wszystkich zagrożeń terrorystycznych na terytorium USA wiązało się z radykalnymi organizacjami ekologicznymi. Jak pokazują raporty FBI, zagrożenia związane z nimi w USA ciągle przybierają na sile. W okresie od 1996 do 2003 roku odnotowano w USA ponad 600 aktów ekoterroru, w wyniku których dokonano zniszczeń na sumę przekraczającą 45 mln dolarów. W latach 2003 do 2008 kwota ta wyniosła 200 mln dolarów. Historical Dictionary of Environmentalism z 2009 roku podaje, że tylko w Stanach Zjednoczonych w ostatniej dekadzie akty zniszczeń wyrządzonych przez radykalnych ekologów sięgają setek milionów dolarów.
Rząd USA w walce z ekoterroryzmem ustanowił prawo federalne Animal Enterprise Terrorism Act (AETA), które zakazuje każdej osobie angażowania się w działania mające „na celu uszkodzenia lub ingerencję w działalność przedsiębiorstw hodowli zwierząt”, oraz określa wymiar kar.
W 2014 roku Sąd Federalny Illinois oskarżył dwóch amerykańskich działaczy o dopuszczenie się czynów ekoterrorystycznych. Zniszczyli oni ogrodzenie fermy i otworzyli klatki, wypuszczając około 2000 norek. Pozostawili po swoim czynie napis „Wolność to Miłość”. Sąd wydał wyrok skazujący na 3 lata pozbawienia wolności. Obrońca wniósł o niezgodność ustawy AETA z Konstytucją USA.
Inna para działaczy została zatrzymana i oskarżona w 2015 roku w Kalifornii o akt “terroru-wewnętrznego”. Wypuścili 6000 norek amerykańskich oraz zniszczyli mienie, za co grozi im 10 lat więzienia i 250 000 dolarów grzywny.